# Lechytia garambica
Lechytia garambica är en spindeldjursart som beskrevs av Beier 1972. Lechytia garambica ingår i släktet Lechytia och familjen Lechytiidae. Inga underarter finns listade i Catalogue of Life.